# Universal Disk Format
Universal Disk Format (UDF, Formato de Disco Universal) 
es un sistema de archivos con estándar ISO 9660, propiedad de Adaptec, que utiliza las grabadoras de CD/DVD como un dispositivo de almacenamiento lógico. Este formato permite leer, escribir o modificar los archivos contenidos en discos CD/DVD reescribibles (RW) del mismo modo que se hace en el disco duro, memorias USB o disquetes. Utiliza la tecnología de grabación por paquetes (Packet Writing) soportado por grabadoras CD-RW, DVD-RAM/RW, HD DVD y Blu-ray.
Al formatear un disco con UDF se pierden alrededor de 120 o 150 MB dependiendo de la versión. Por ejemplo: un disco CD-RW de 700 MB formateado con UDF permite utilizar tan sólo de 550 a 570 MB para almacenar los archivos.
Hoy en día es ampliamente usado por los medios ópticos (re)grabables. UDF lo mantiene y lo fabrica la Optical Storage Technology Association (OSTA).
UDF se puede considerar el sucesor del ISO 9660, ya que soporta archivos más grandes, discos con más almacenamiento e información acerca de los archivos y carpetas individuales. Incluye soporte para propiedades de archivos especiales como los tipos de archivos de Apple, construcciones especiales del MAC OS, entre otros datos de sistemas operativos específicos. También tiene la ventaja de permitir agregar o borrar archivos de un disco óptico como un sistema de archivos tradicional. Incluso funciona en CD-R, donde los datos se almacenan de forma secuencial, aunque los archivos eliminados seguirán ocupando espacio en el disco por el tipo de formato de CD.
Los DVD-Video utilizan la versión 1.02 de UDF. Estos discos contienen el formato llamado UDF Bridge, en donde ambos sistemas (el ISO 9660 y el UDF 1.02) están presentes en el mismo disco y describen el mismo sistema de archivos.
Los blu-ray y los HD-DVD usan los formatos UDF 2.50 o UDF 2.60 respectivamente.

## Versiones de UDF
Se han liberado muchas revisiones del estándar UDF:
- Revisión 1.02 (30 de agosto de 1996).
  - Este formato es el usado por los discos de DVD-Video.
- Revisión 1.50 (4 de febrero de 1997).
  - Añade soporte para sobreescritura (virtualmente) en discos CD-R/DVD-R mediante la introducción de la estructura VAT (Virtual Allocation Table).
  - Añadidas tablas de resumen para la gestión de defectos en medios regrabables como CD-RW and DVD-RW/+RW.
- Revisión 2.00 (3 de abril de 1998).
  - Añade soporte para archivos stream y en tiempo real (para grabación en DVD) y simplificación de la gestión de directorios.
  - Soporte extendido para VAT.
- Revisión 2.01 (15 de marzo de 2000).
  - Es principalmente un bugfix de la revisión UDF 2.00.
  - Muchas de las ambigüedades del estándar UDF se resuelven en la versión 2.01.
- Revisión 2.50 (30 de abril de 2003).
  - Añadida Partición de Metadatos para facilitar la agrupación de metadatos, una más fácil recuperación tras fallo del sistema y la duplicación opcional de la información del sistema de archivos: Todos los metadatos, como nodos y contenido de directorios, son escritos en una partición aparte que opcionalmente puede duplicarse.
- Revisión 2.60 (1 de marzo de 2005).
  - Añadido método de pseudo-sobreescritura para unidades que soporten la capacidad de pseudo-sobreescritura en medios grabables secuenciales.

Para próximas versiones de UDF, los cambios se discuten en relación con el uso de UDF en discos duros de alta capacidad, y el uso de UDF sobre los soportes de almacenamiento holográfico (por ejemplo HVD).
En la versión UDF 1.02 el nombre de los volúmenes está limitado a 11 caracteres. La versión UDF 2.60 es la última hasta el momento.
Generalmente para poder leer/escribir discos formateados con UDF en una computadora es necesario instalar un controlador de lectura/escritura de UDF. Existen numerosos controladores de fabricantes de software de grabación, los más utilizados son el Roxio DirectCD y Nero InCD.

### Sistemas operativos
- Microsoft Windows 2000 pueden leer pero no escribir los discos con formato UDF hasta la versión 1.02 o 1.50, mientras que Windows XP hasta la versión 2.01 (para versiones como Windows 95/98/NT se requiere el controlador).
- Apple MacOS lee UDF desde Mac OS 9 y Mac OS X desde las versión UDF 1.50.
- Linux soporta lectura UDF desde el núcleo 2.4.X en algunas distribuciones. El núcleo 2.6.X es compatible con la versión 2.60 de UDF, pero para escritura requiere unos parches especiales.